# Буди-Кремпські
Буди-Кремпські (пол. Budy Krępskie) — село в Польщі, у гміні Ласкажев Ґарволінського повіту Мазовецького воєводства.
Населення — 89 осіб (2011).
У 1975-1998 роках село належало до Седлецького воєводства.

## Демографія
Демографічна структура станом на 31 березня 2011 року:
|          | Загалом | Допрацездатний вік | Працездатний вік | Постпрацездатний вік |
| -------- | ------- | ------------------ | ---------------- | -------------------- |
| Чоловіки | 41      | 6                  | 30               | 5                    |
| Жінки    | 48      | 15                 | 23               | 10                   |
| Разом    | 89      | 21                 | 53               | 15                   |